# Sandro Viana
Sandro Viana (Sandro Ricardo Rodrigues Viana; * 26. März 1977 in Manaus) ist ein brasilianischer Sprinter.
2005 gewann er bei der Universiade in Izmir Bronze über 100 Meter. 2007 siegte er bei den Südamerikameisterschaften in São Paulo über 200 Meter und in der 4-mal-100-Meter-Staffel. Auch bei den Panamerikanischen Spielen in Rio de Janeiro war er mit der brasilianischen Stafette siegreich. Bei den Weltmeisterschaften in Ōsaka schied er über 100 Meter im Vorlauf und über 200 Meter im Viertelfinale aus und kam mit der brasilianischen Stafette auf den vierten Platz.
Bei den Olympischen Spielen 2008 in Peking schied er erneut über 100 Meter in der Vorrunde aus, erreichte über 200 Meter das Viertelfinale und errang mit der Stafette die Bronzemedaille. 2009 scheiterte er bei den Weltmeisterschaften in Berlin über 200 Meter im Vorlauf und belegte mit der Stafette den siebten Platz.
2011 holte er bei den Südamerikameisterschaften in Buenos Aires Bronze über 100 Meter und Gold in der 4-mal-100-Meter-Staffel. Bei den Weltmeisterschaften in Daegu wurde er über 200 Meter im Halbfinale disqualifiziert, und bei den Panamerikanischen Spielen in Guadalajara wurde er Siebter über 200 Meter und verteidigte mit der brasilianischen Stafette den Titel.
Bei den Olympischen Spielen 2012 in London kam er über 200 Meter und in der 4-mal-100-Meter-Staffel nicht über die erste Runde hinaus.

## Persönliche Bestzeiten
- 100 m: 10,11 s, 24. Juli 2009, Bogotá
- 200 m: 20,32 s, 22. Mai 2008, São Paulo
- 400 m: 46,19 s, 2. Juni 2012, São Paulo